# Takako Katō
Takako Katō (加藤貴子, Katō Takako), née le 14 octobre 1970 à Shizuoka au Japon, est une actrice japonaise qui débute en 1990 en tant que chanteuse-idole japonaise avec le groupe de J-pop féminin Lip's, et le groupe temporaire Nanatsuboshi. Après la séparation de Lip's en 1992, elle entame une carrière d'actrice de drama, et joue dans quelques films au cinéma.

## Filmographie sélective

### Cinéma
- 1983 : La Taverne Chōji (居酒屋兆治, Izakaya Chōji?) de Yasuo Furuhata

### Télévision
- 2005 : Hana yori dango (花より男子?) (série TV)